# Bertrand Barré
Pour les articles homonymes, voir Barré.
Bertrand Barré est un physicien français, né le 29 décembre 1942 à Lyon et décédé le 12 mars 2019 à Chaville. Il est expert de l'industrie nucléaire.

## Carrière professionnelle
Après une formation d’ingénieur à l'École nationale supérieure des mines de Nancy et une spécialisation en physique des solides, il effectue son service militaire puis entre au début de l'année 1967 au commissariat à l'Énergie atomique (CEA).
Il a été attaché nucléaire près de l’Ambassade de France aux États-Unis, directeur des réacteurs nucléaires au CEA, directeur de l’ingénierie à Technicatome, directeur de la recherche et développement à Cogema et directeur de la communication scientifique à Areva. Retraité, il restera conseiller scientifique auprès d’Areva.
Il est professeur à l’Institut national des sciences et techniques nucléaires (INSTN) et  président de l'International Nuclear Societies Council (INSC), ancien président de la Société française d'énergie nucléaire (SFEN)) et de l'European Nuclear Society, membre du conseil de l'American Nuclear Society, vice-président du conseil scientifique et technique Communauté européenne de l'énergie atomique et ancien président du Standing Advising Group on Nuclear Energy (SAGNE) à l'Agence internationale de l'énergie atomique (AIEA).